# RK Zagorje
Le Rokometni Klub Zagorje est un club slovène de handball féminin basé à Zagorje ob Savi,.
En remportant le championnat de Slovénie en 2016, le club a mis fin à la domination du RK Krim qui avait remporté les 21 précédents championnats.

## Palmarès
- Vainqueur du championnat de Slovénie en 2016